# Bakonybél
Bakonybél (uitsp: bakonjbeel) is een dorp in Hongarije. Het ligt 17 km ten westen van Zirc aan de voet van de Köris-berg met zijn 704 meter hoogte en tevens de hoogste berg of heuvel van het Bakony-gebied.
Hier staat een voormalig benedictijnenklooster met de daarbij behorende kerk.

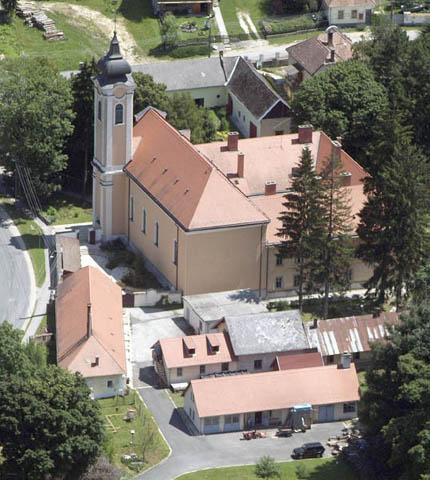
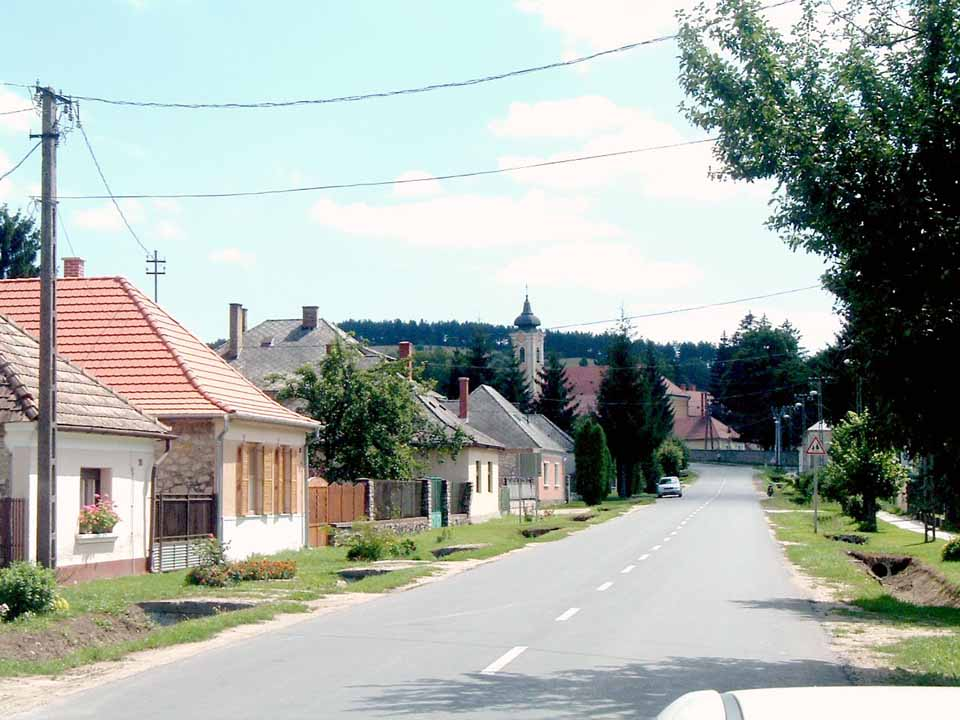
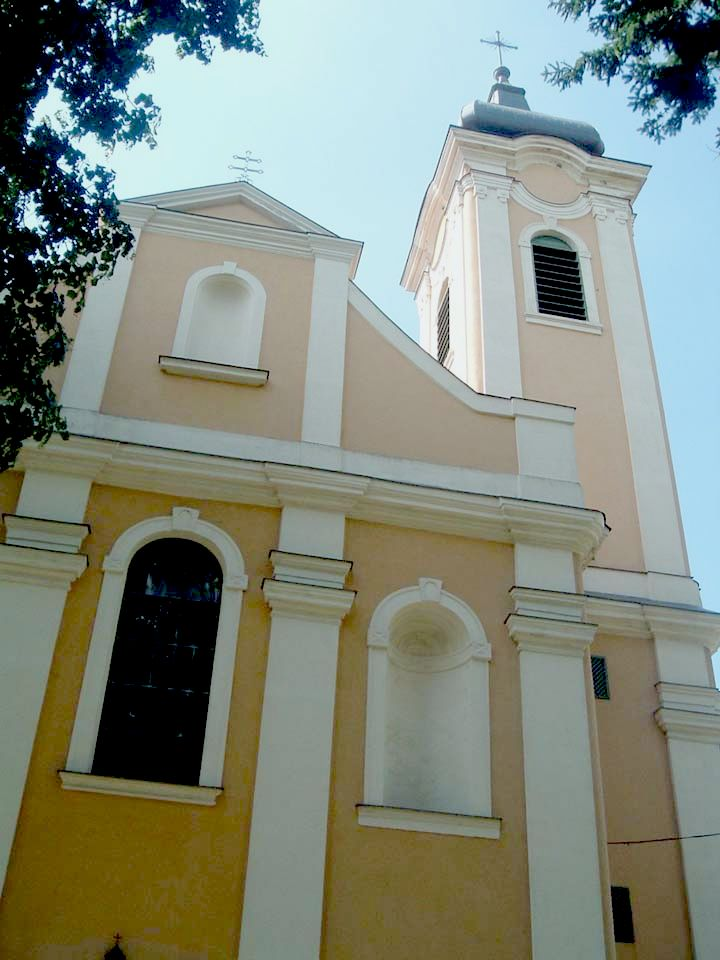
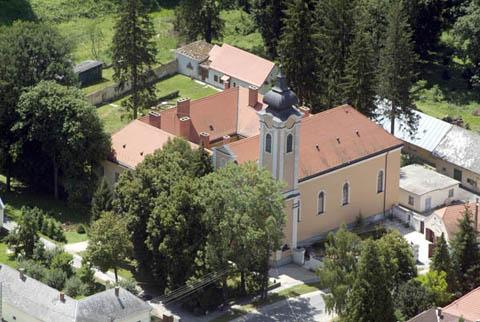